# Artémis d'Éphèse
L'Artémis d'Ephèse (ou Artémis Farnèse) est une sculpture datant du IIe siècle de notre ère. représentant la déesse Artémis. En albâtre jaune, elle a fait partie de la collection Farnèse, et est conservée au Musée archéologique national de Naples (inv. 6278).
La statue représente l'image cultuelle présente dans le temple d'Artémis à Éphèse. À l'origine, l'œuvre était en ébène, couverte de riches vêtements et de bijoux périodiquement renouvelés par le biais de cérémonies complexes.

## Histoire

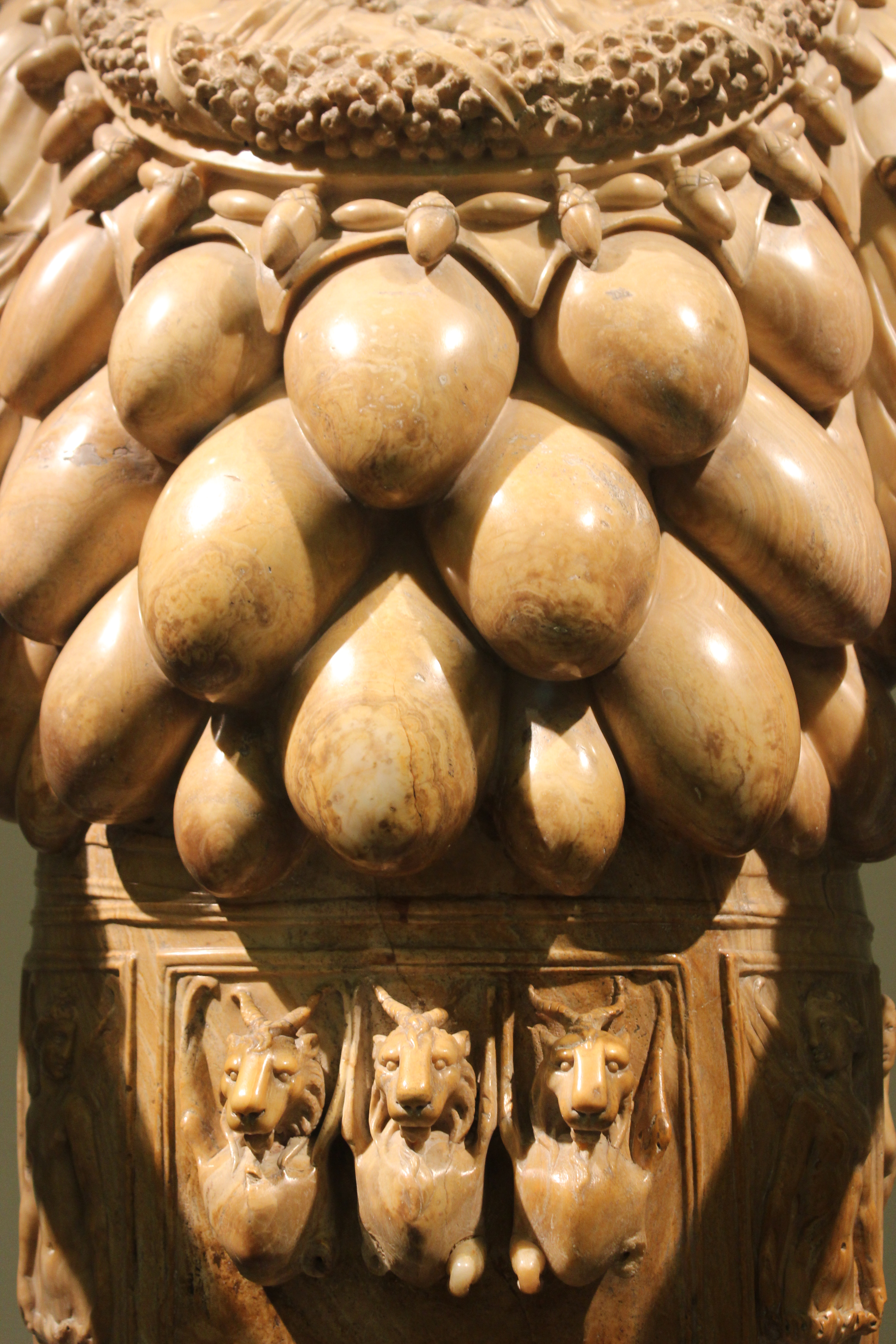
Détail de la poitrine et du pectoral.

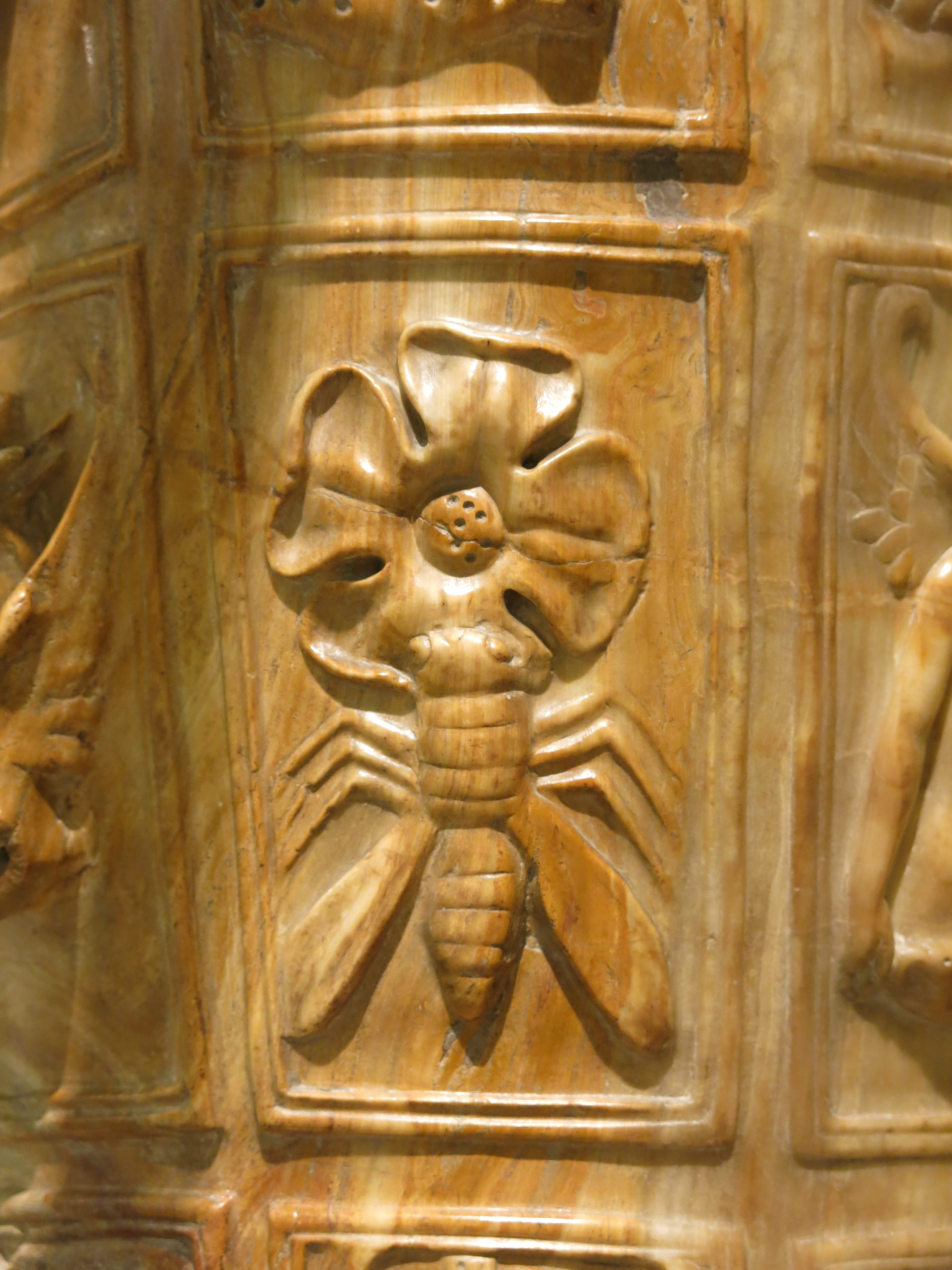
Abeilles et fleurs ornent la robe.

Trouvée à Tivoli dans la Villa Adriana, il s'agit d'une copie romaine de l'époque d'Hadrien de la statue adorée dans le temple d'Éphèse. Sa posture rigide témoigne de l'ancienneté de l'iconographie. La déesse de la nature, dominatrice et fière, est décorée avec des statues de lions, griffons, chevaux, taureaux, abeilles, et même de sphinx et de fleurs. La poitrine est caractérisée par quatre rangées de kuršaš, sacs de cuir magiques anatoliens mentionnés dans la littérature hittite, (très souvent interprété comme des seins, ou parfois comme des scrotums de taureau), symbole de fécondité, tandis que le pectoral, entouré d'une guirlande et de glands, montre deux figures féminines ailées et les symboles des constellations du Bélier, du Taureau, des Gémeaux, du Cancer et du Lion. Typique de la déesse est aussi le nimbe circulaire autour de sa tête et le couvre-chef en kalathos, ici sous la forme d'une tour ou des murs d'une ville. La tête, les mains et les pieds en bronze sont le résultat d'une restauration réalisée au XIXe siècle, à l'occasion du transfert de la statue de Rome à Naples.

## Description
Dans cette statue, l'image porte un chiton (χιτών) serré sous le tablier (ἐπενδύτης) attaché par une ceinture. D'après certaines interprétations, l'ensemble des "seins" ou mamelles sur le buste, seraient en réalité destinés à représenter le scrotum d'un taureau offert à la déesse: la castration de ces animaux, à elle sacrifiés, indiquerait la puissance que la déesse possède sur les hommes, et la garantie qu'elle offrirait sur leur fertilité. La couronne de forme cylindrique (πόλος), et l'auréole sont en albâtre, fruit de la restauration d'Alberto Albacini; la tête, les mains et les pieds sont en bronze, à la suite de la restauration de Giuseppe Valadier.